# Villy-en-Auxois
Villy-en-Auxois – miejscowość i gmina we Francji, w regionie Burgundia-Franche-Comté, w departamencie Côte-d’Or.
Według danych na rok 1990 gminę zamieszkiwało 277 osób, a gęstość zaludnienia wynosiła 17 osób/km² (wśród 2044 gmin Burgundii Villy-en-Auxois plasuje się na 636. miejscu pod względem liczby ludności, natomiast pod względem powierzchni na miejscu 582.).